# 디레트무스과
디레트무스과(Diretmidae)는 납작금눈돔목에 속하는 조기어류과의 하나이다. 학명은 "둘"(two)을 의미하는 그리스어 "디"(di)와 "노"(櫓, oar)를 의미하는 "에레트모스"(eretmos)의 합성어에서 유래했다. 전세계 수심 2000m의 심해에서 발견된다.

## 하위 속
디레트무스과는 다음과 같이 분류한다.
- Diretmichthys - 유일종 D. parini
- Diretmoides - 2종
- 디레트무스속 (Diretmus) - 유일종 D. parini